# Jean Passerat
Jean Passerat (* 18. Oktober 1534 in Troyes; † 14. September 1602 in Paris) war ein französischer Schriftsteller und Lyriker.

## Leben und Werke
Passerat studierte an der Universität von Paris und unterrichtete zunächst am Collège de Plessis. 1572 wurde er Professor für Latein am Collège de France. Er verfasste hier Kommentare zu Catullus, Tibullus und Propertius und einige lateinischsprachige Werke, darunter die zweibändigen Kalendae januariae et varia quaedam poemata, die 1606 im Druck erschienen. Zu seinen Schülern gehörte Nicolas Bourbon der Jüngere.
Bekannt wurde Passerat als Hauptautor der 1594 erschienenen Satire Ménippée (La Satyre Ménippée de la vertu du Catholicon d'Espagne). Als Lyriker verfasste er einige berühmte Gedichte, darunter die Ode Du Premier jour de mai und die Villanelle J’ai perdu ma tourterelle. Ein bekanntes politisches Gedicht war Sur la journée de Senlis.
| Personendaten    | Personendaten                            |
| ---------------- | ---------------------------------------- |
| NAME             | Passerat, Jean                           |
| KURZBESCHREIBUNG | französischer Schriftsteller und Lyriker |
| GEBURTSDATUM     | 18. Oktober 1534                         |
| GEBURTSORT       | Troyes                                   |
| STERBEDATUM      | 14. September 1602                       |
| STERBEORT        | Paris                                    |